# 惠化门
惠化门（韓語：혜화문）也称作东北门，是首尔八座城门之一，在韩国首尔的城墙上，城墙在朝鲜王朝时期包围着城市。城门也称为东小门（韓語：동소문）。